# Leucopis atritarsis
Leucopis atritarsis is een vliegensoort uit de familie van de Chamaemyiidae. De wetenschappelijke naam van de soort is voor het eerst geldig gepubliceerd in 1958 door Tanasijtshuk.